# Elisabeth von Herzogenberg

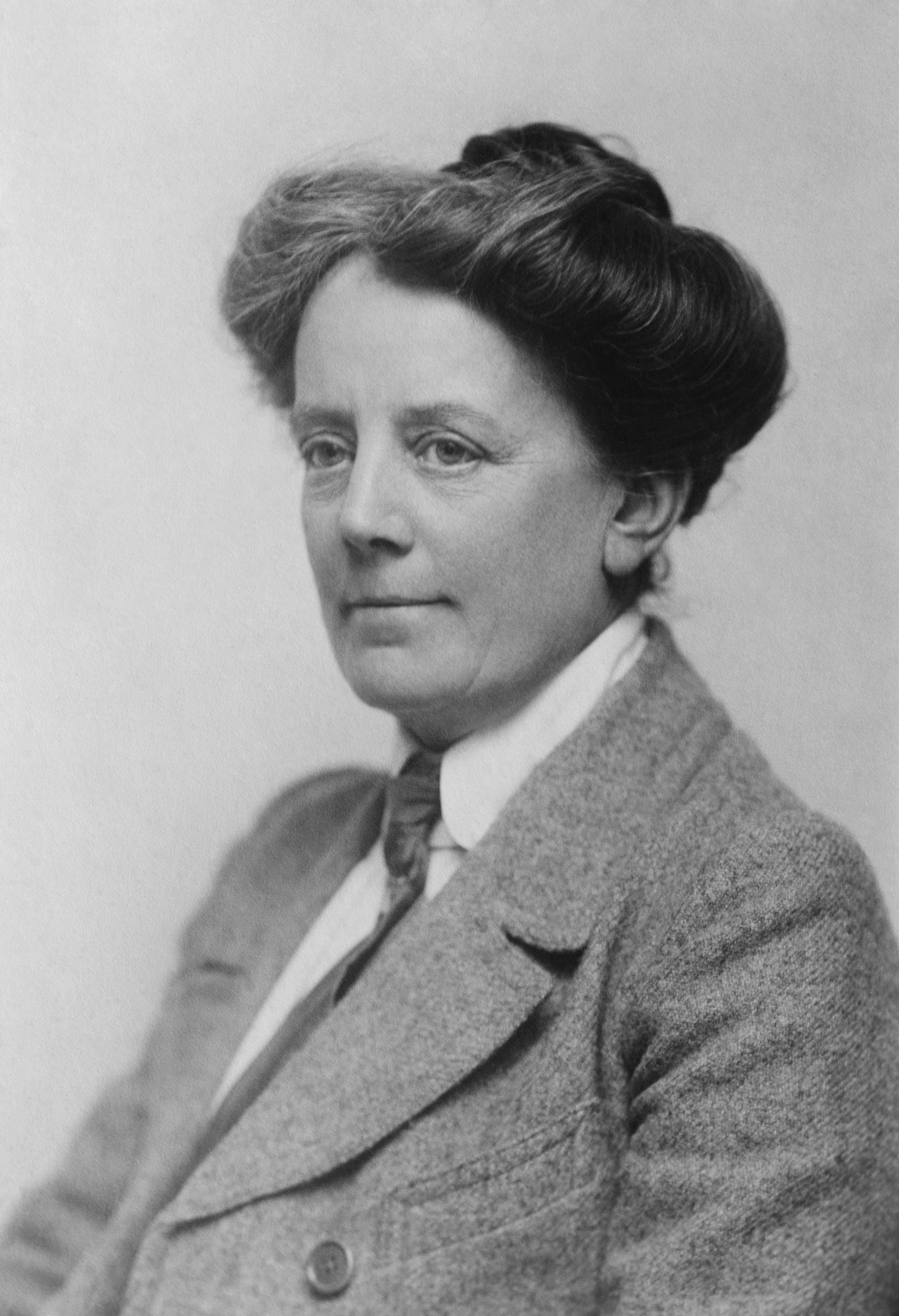
Ethel Smyth

Elisabeth von Herzogenberg, née Elisabet von Stockhausen, née le 13 avril 1847 à Paris et morte le 7 janvier 1892 à Sanremo, est une pianiste, compositrice, chanteuse et philanthrope allemande.

## Biographie
Son père est ambassadeur de Hanovre et pianiste lié à Frédéric Chopin et Charles-Valentin Alkan. Bien que protestante, elle épouse le catholique Heinrich von Herzogenberg. Elle est en grande partie connue pour son association avec Johannes Brahms. En tant que musicienne aristocratique, elle n’a pas joué pour le public mais elle a arrangé des chansons folkloriques pour enfants. Ethel Smyth est son amante et lui consacre le chapitre XX de son ouvrage Impressions That Remained : Memoirs of Ethel Smyth.

## Hommages
Ethel Smyth lui dédicace sa Suite en mi majeur.

## Œuvres publiées
- 24 Volkskinderlieder (1881) pour voix et piano
- 8 Klavierstücke[7]